# Christian August Vulpius
Christian August Vulpius (né le 23 janvier 1762 à Weimar, mort le 26 juin 1827 à Weimar) est un écrivain allemand.

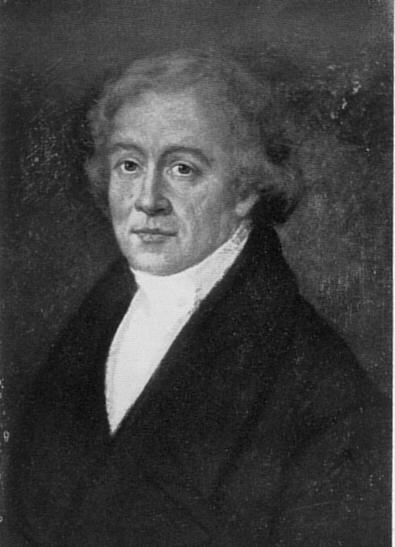
Christian August Vulpius

## Biographie
Vulpius était l'aîné des enfants de Johann Friedrich Vulpius, archiviste et scribe à la chancellerie électorale de Saxe, et de Margarethe, née Riehl. Une de ses sœurs, Christiane, épousa Johann Wolfgang Goethe.
Après avoir fréquenté le lycée Guillaume-Ernest de Weimar (de), Vulpius entama des études de droit à l'Université d’Iéna, puis à celle d’Erlangen. Étudiant, il fit connaissance de Johann Wolfgang von Goethe et commença à publier, Goethe officiant comme son conseiller.
C'est également grâce à Goethe que Vulpius fut engagé, en automne 1789, comme secrétaire du libraire Georg Joachim Göschen à Leipzig. Plus tard, Vulpius travailla au théâtre de Weimar, en tant que librettiste et adaptateur pour le compte de Giuseppe Bellomo et de Goethe. En 1797, il obtint un emploi fixe comme documentaliste à la bibliothèque ducale de Weimar. Il est probable que Goethe lui ait procuré ce poste. En 1800, Vulpius fut promu secrétaire de la bibliothèque.
En 1801, Vulpius épousa Helene Deahna. Le couple eut deux fils: Rinaldo Vulpius (1802-1874) et Felix Vulpius (1814-1895). L’Université d’Iéna lui décerna, en 1803, le titre de docteur ès lettres. Deux ans plus tard, il fut promu bibliothécaire ordinaire. En même temps, Vulpius reçut la charge d’inspecteur de la monnaie. Le titre de conseiller grand-ducal suivit en 1816. La même année, il fut admis à l'Ordre du Faucon blanc.
Il participa, avec son fils Rinaldo, à la Fête de la Wartbourg en 1817.
Vulpius subit une hémorragie cérébrale en 1824. Incapable de poursuivre son travail, il prit sa retraite. Une autre attaque cérébrale le cloua définitivement au lit. Vulpius décéda le 26 juin 1827 à Weimar et est enterré au cimetière historique de Weimar (de).
Vulpius doit sa célébrité presque exclusivement à son roman, Rinaldo Rinaldini, Chef de Brigands. Ce récit populaire correspondait exactement au goût littéraire de l’époque. Il fut réédité plusieurs fois et connut diverses adaptations. Vulpius écrivit plusieurs suites de l’histoire. La première version cinématographique fut tournée en 1927 (personnage principal incarné par Luciano Albertini, mise en scène de Max Obal). La chaîne allemande ARD a produit une série télévisée, Rinaldo Rinaldini, avec Fred Williams dans le rôle-titre.

## Œuvres
- Abentheuer des Ritters Palmendos, Leipzig, Karl Friedrich Schneidern, 1784
- Ammenmärchen, 1791
- Neue Szenen in Paris und Versailles, Leipzig, Gräffschen Buchhandlung, 1792-1793
- Kuriositäten der physisch-litterarisch-artistisch-historischen Vor- und Mittelwelt, 10 volumes, 1811–1823
- Rinaldo Rinaldini, der Räuberhauptmann, 1799
- Der Schleyer, 1789
- Handwörterbuch der Mythologie der deutschen, verwandten, benachbarten und nordischen Völker, Leipzig, bei Wilhelm Lauffer, 1826
- Glossarium für das Achtzehnte Jahrhundert Mit einem Nachwort hrsg. von Alexander Košenina; Wehrhahn, Laatzen, 2003  (ISBN 3-932324-64-1)

### Traductions françaises
- Rinaldo Rinaldini, chef de brigands, histoire romantique de notre siècle, traduction de Rinaldo Rinaldini, der Räuberhauptmann par J.-J.-M. Duperche, Lecointe et Durey, 1823
- Albertino Giovani, chef de bandits à Naples, traduction de J.-J.-M. Duperche, Paris, Le Rouge, 1824
- Rinaldo Rinaldini, chef de brigands, traduction nouvelle de Roger de Blamont, Paris, G. Sandré, coll. « Bibliothèque infernale », 1846 lire